# Comitato per gli investimenti
Il Comitato per gli investimenti è un organismo economico della Curia romana.

## Storia
Il comitato, previsto dalla costituzione apostolica Praedicate evangelium, entrata in vigore il 5 giugno 2022, è stato istituito il 7 giugno seguente da papa Francesco, che contestualmente ha nominato il primo presidente e i membri.

## Compiti
Compito del comitato è quello di «garantire la natura etica degli investimenti mobiliari della Santa Sede secondo la dottrina sociale della Chiesa e, nello stesso tempo, la loro redditività, adeguatezza e rischiosità».

## Cronotassi

### Presidenti
- Cardinale Kevin Joseph Farrell, dal 7 giugno 2022

## Membri
- Cardinale Kevin Joseph Farrell, presidente (7 giugno 2022 - 21 aprile 2025, decaduto a motivo della morte di papa Francesco);
- Dott. Jean Pierre Casey, fondatore e amministratore delegato di RegHedge (7 giugno 2022 - 21 aprile 2025, decaduto a motivo della morte di papa Francesco);
- Dott. Giovanni Christian Michael Gay, direttore gestionale dell'Union Investment Privatfonds GmbH (7 giugno 2022 - 21 aprile 2025, decaduto a motivo della morte di papa Francesco);
- Dott. David Harris, portfolio manager di Skagen Funds (7 giugno 2022 - 21 aprile 2025, decaduto a motivo della morte di papa Francesco);
- Dott. John J. Zona, responsabile degli investimenti del Boston College (7 giugno 2022 - 21 aprile 2025, decaduto a motivo della morte di papa Francesco).